# Anti-impérialisme

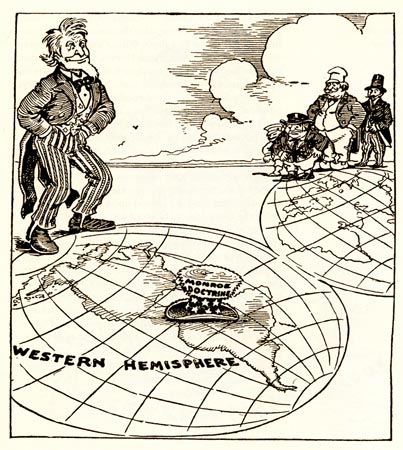
Caricature de 1912 sur la doctrine Monroe et l'ingérence des États-Unis dans la politique des pays de l'Amérique du Sud

L'anti-impérialisme est l’opposition à l'impérialisme, c'est-à-dire à la stratégie ou à la doctrine politique consistant pour un État ou un groupe d'États à mettre un autre État ou groupe d'États plus faible sous sa dépendance politique, économique et culturelle par la conquête militaire ou toute autre forme de coercition. Cette opposition est corollaire au processus de décolonisation et, dans une certaine mesure, au droit des peuples à disposer d'eux-mêmes. L'anti-impérialisme dans les sciences politiques et les relations internationales est un terme utilisé dans différents contextes, généralement par des mouvements nationalistes qui veulent se séparer d'un régime politique plus large (généralement sous la forme d'un Empire colonial, mais aussi dans un État souverain multi-ethnique).
Bien que le terme impérialisme ait été utilisé dans la langue française au cours XIXe siècle pour désigner la politique de conquête de Napoléon et le « système de gouvernement et de domination de l'Empire romain », la signification contemporaine de l'impérialisme, sur laquelle la théorie anti-impérialiste repose, est apparue au cours de la seconde moitié de XIXe siècle, à partir de l'anglais imperialism qui désigne d'abord la politique coloniale d'extension de l'Empire britannique sous le premier ministre britannique Benjamin Disraeli au cours des années 1870.
La théorie anti-impérialiste se développe au début du XXe siècle dans les écrits de John Atkinson Hobson, dans son livre Imperialism: A Study notamment. L'anti-impérialisme est aussi une notion cruciale du marxisme-léninisme. Le concept, qui diffère de l'usage commun, est approfondi dans le livre de 1917 L'Impérialisme, stade suprême du capitalisme de Lénine entre autres. Dans la théorie marxiste, l'impérialisme est un stade du capitalisme au cours duquel le capital financier supplante toutes les autres formes du capital. L'anti-impérialisme a été l'une des orientations revendiquées par l'URSS, la Chine, Cuba et autres pays communistes depuis la seconde moitié du XXe siècle, et a notamment servi comme argument de propagande antiaméricaine.
À la fin du XXe siècle, le concept d'anti-impérialisme s'intègre au courant d'idées altermondialiste, qui dénonce un nouvel impérialisme sous l'hégémonie des États-Unis. L'anti-impérialisme devient une composante de l'opposition à la mondialisation libérale et aux grands accords de libre-échange, ainsi que du mouvement pacifiste, qui s'oppose aux invasions militaires.
La notion d'anti-impérialisme a également été revendiquée par l'extrême droite – notamment le nationalisme révolutionnaire mais aussi par le djihadisme.

## Opposition à l'impérialisme avant Hobson

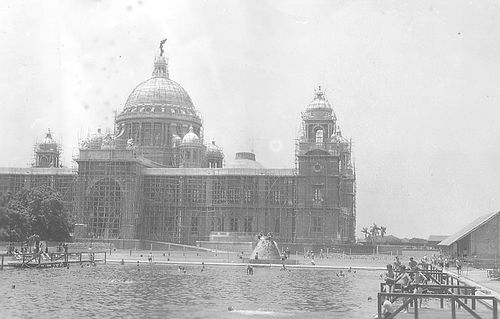
Construction du monument à la Reine Victoria à Calcutta en Inde au début du XXe siècle

« Il y a en Angleterre ce que nous appelons l'impérialisme, c'est-à-dire un élan national pour repousser les frontières; un désir d'étendre les colonies, de se rendre maître de tous les postes les plus importants, ou comme le dit si bien le terme impérialisme, le règne sur l'ensemble du monde. Voilà le rêve de l'Angleterre; les symptômes qui en résulte sont des plus alarmants. »

— Émile Zola, « War » dans  The North American Review, 1900
C'est à l'époque des grands empires coloniaux durant seconde moitié du XIXe siècle que débute l'utilisation moderne du terme « impérialisme ».
Le terme anglais imperialism est d'abord utilisé au Royaume-Uni pour décrire de façon péjorative la politique de conquête et d'extension coloniale de l'Empire britannique sous le premier ministre britannique Benjamin Disraeli au cours des années 1870.

### Conquêtes coloniales et la remise en question de l'impérialisme
Le philosophe chrétien et un pacifiste allemand Friedrich Wilhelm Foerster, qui enseigne à Zurich à l'été 1901, décrit la doctrine impérialiste, tel que pratiquée par l'Angleterre, comme une diffamation de la Chrétienneté qui remonte à l'ère élisabéthaine.

## Théorie critique de l'impérialisme

### J. A. Hobson sur l'Impérialisme
En 1902, John Atkinson Hobson dans Imperialism, A Study attribue d'emblée les origines de l'impérialisme à un vice inhérent du capitalisme ; c'est un groupe de puissants financiers à la recherche d'excédent de capital et de production qui dirigent l'impérialisme britannique. Inspiré de Marx, il formule sa théorie de la sous-consommation : les crises économiques sont le résultat d'une mauvaise distribution de la richesse, trop de capitaux s'accumulent dans les mains d'un trop petit nombre ce qui réduit la demande pour les produits de consommation. Par la suite, l'élite industrielle et financière pousse pour l'ouverture de nouveau marché en utilisant les deniers publics et l'armée dans le but de réaliser un profit privé sur le dos des «races inférieures».
Dans son livre, Hobson, tente de brosser le portrait détaillé de l’expansion territoriale l'Empire britannique au XIXe siècle en tentant d'expliquer le procédé économique de création de impérialisme et les forces politiques, psychologiques et sociales qui entraînent sa croissance. Il balaye aussi de la main l'hypothèse de Thomas Malthus que la surpopulation du Royaume-Uni a nourri l'impérialisme.
Pour Hobson, l'impérialisme encourage les conflits, constitue une menace pour la paix mondiale et entraîne l'assimilation et le génocide des peuples des colonies; il donne l’exemple du régime colonial britannique en Inde.

#### Conquérir de nouveaux marchés
Pour Hobson, la conquête de nouveaux marchés est à la racine de l'impérialisme. La distribution inégalitaire des revenus dans les pays industrialisés et conséquemment le pouvoir d'achat trop faible des ouvriers placerait les classes aisées avec un excédent de capitaux et de production à exporter.

## Récupération de la théorie de Hobson dans la théorie marxiste continentale
La théorie de Hobson est principalement intégrée aux théories marxistes allemandes et autrichiennes. Les théoriciens socialistes et marxistes du début du XXe siècle, comme Karl Kautsky et Rosa Luxemburg, voyaient déjà une corrélation entre le capitalisme et le militarisme et l'expansionnisme sans pour autant utiliser le terme impérialisme.

### Otto Bauer, Rudolf Hilferding et l’impérialisme Austro-hongrois
En 1907, le théoricien socialiste Otto Bauer projette dans La Question des nationalités et la social-démocratie que les capitalistes autrichiens, de mèche avec l'armée, tenterait de conquérir de nouveaux marchés dans les Balkans par la force.

### Rosa Luxemburg
La guerre est généralement considérée comme une méthode pour étendre les intérêts impérialistes. Ainsi, les marxistes considèrent souvent l'antimilitarisme et l'opposition aux guerres comme étant partie intégrante de l'anti-impérialisme. Les marxistes et divers partis de gauche participent ainsi aux mouvements anti-guerre, alliant souvent pacifisme et anti-impérialisme, conjuguant une opposition globale à la guerre à une condamnation du système économique qui est considéré comme le responsable des guerres.

### De Karl Kautsky à la théorie de la dépendance.
Karl Kautsky publie Ultra-imperialisme en 1914. Il définit principalement l'impérialisme comme la relation de domination entre les pays développés et les pays sous-développés ou agraires. Il ajoute qu'avec le capitalisme monopoliste, les conflits et les rivalités entre les pays impérialistes tendent à se concilier. Cette position sera sévèrement critiquée par Lénine et la théorie marxiste-léniniste de l'impérialisme.

## L'impérialisme dans la théorie marxiste-léniniste
Dans la théorie marxiste-léniniste, l'impérialisme définit le processus d'accumulation capitaliste global à l'époque du Capitalisme monopoliste d'État. La théorie de l'impérialisme concerne l'étude de l'accumulation dans un contexte global créé par l'accumulation soit :
- L'analyse de l'accumulation capitaliste ;
- La périodisation du capitalisme ;
- Situer le phénomène dans un contexte de division territoriale du monde.

### Lénine
« L'impérialisme est le capitalisme arrivé à un stade de développement où s'est affirmée la domination des monopoles et du capital financier, où l'exportation des capitaux a acquis une importance de premier plan, où le partage du monde a commencé entre les trusts internationaux et où s'est achevé le partage de tout le territoire du globe entre les plus grands pays capitalistes »

— Lénine dans L'Impérialisme, stade suprême du capitalisme, 1917

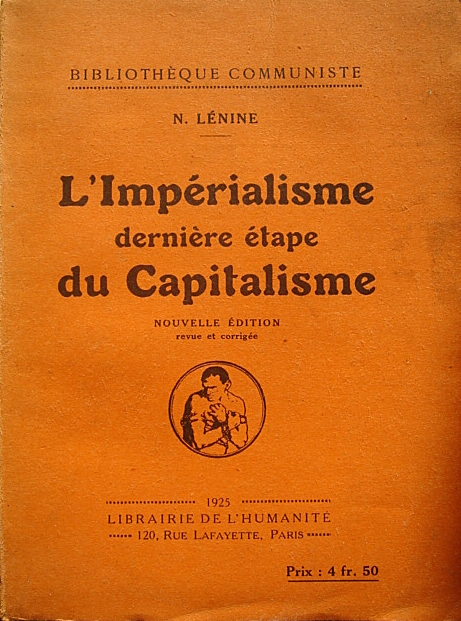
Frontispice du livre Imperialisme, dernier stade du capitalisme, 1925, editions Librairie de l'Humanité

C'est en se basant sur les travaux de Hobson et de Boukharine, entre autres, que Lénine élabore sa synthèse politique de l'impérialisme. L'Impérialisme, stade suprême du capitalisme, paru en 1917, devient avec le temps l'ouvrage de référence des militants marxistes.
Lénine défini l'impérialisme principalement sur 5 axes principaux :
- L'impérialisme comme un stade de développement du capitalisme,
- La domination des monopoles et du capital financier sous le capitalisme monopoliste d'État,
- La mise à l'avant de l'exportation des capitaux,
- Le partage du monde entre les trusts internationaux,
- La fin du partage de tout le territoire du globe entre les plus grands pays capitalistes.

En 1916, Lénine affirme que l'impérialisme est « la forme la plus évoluée du capitalisme », que l'impérialisme représente le capitalisme à l'échelle mondiale, en opposition au capitalisme à l'échelle nationale qui avait été employé auparavant. Cette théorie sur l'impérialisme en tant que forme la plus évoluée du capitalisme est un des fondements du léninisme.
Lénine considère que l'impérialisme permet aux capitalistes issus des pays développés de faire de la plus-value grâce à l'exploitation de la classe ouvrière des pays pauvres, les capitalistes conservant la majorité de cette plus-value. Mais une partie est redistribuée à la classe ouvrière des pays développés (sous la forme d'un meilleur niveau de vie, biens de consommation moins chers, etc.) afin « d'endormir » la classe ouvrière et de désamorcer toute révolution. Ainsi, il est nécessaire de libérer les pays sous-développés de l'impérialisme afin qu'il soit possible de déclencher des révolutions anticapitalistes dans les pays riches. C'est pourquoi le léninisme insiste fortement sur la lutte contre l'impérialisme.

### Mao Zedong
« L'immense portée mondiale de la révolution d'Octobre consiste surtout en ceci, qu'elle a […] élargi le cadre de la question nationale, l'a transformée, de question particulière de la lutte contre l'oppression nationale en Europe, en question générale de l'affranchissement des peuples opprimés, des colonies et semi-colonies du joug de l'impérialisme. »

— Mao Zedong dans La Démocratie nouvelle, 1940
Mao Zedong développe une théorie anti-impérialiste où le prolétariat, la paysannerie et des éléments nationalistes de la bourgeoisie locale s'allient contre la bourgeoisie impériale. Il surnomme cette alliance Nouvelle démocratie. Ce premier stage anti-impérialiste de la révolution est suivi par la révolution socialiste.

### Positions anti-impérialistes des régimes communistes
L'Union soviétique, qui se réclamait du socialisme, se présentait comme le pire ennemi du capitalisme. Elle a soutenu de nombreux mouvements d'indépendance dans des pays du tiers monde ; la Ligue contre l'impérialisme et l'oppression coloniale est ainsi créée en 1927 en tant qu'organisation affiliée à l'Internationale communiste. En 1947, lors de la première réunion du Kominform, le délégué soviétique Andreï Jdanov présente le monde comme divisé entre un camp (le monde non-communiste) « anti-démocratique et impérialiste » et un autre (le monde communiste) « anti-impérialiste et démocratique ». Cette conception, qui théorise, au début de la Guerre froide, la division du monde en deux camps opposés, est ensuite connue sous le nom de doctrine Jdanov. Pendant la Guerre froide, la dénonciation de l'impérialisme américain est l'un des principaux arguments de propagande des communistes. L'anti-impérialisme a notamment été l'une des thématiques essentielles du discours maoïste, puis du castrisme.

## Postcolonialisme, postmodernisme et anti-impérialisme
Les postmodernistes critiquent généralement le fait que l'impérialisme soit vu comme économique par essence et insistent au contraire sur l'exploitation sociale et culturelle. Ainsi, ils soutiennent la promotion des cultures dominées aussi bien que des intérêts économiques de ces mêmes cultures à travers l'anti-impérialisme. Le postcolonialisme est une notion – le domaine est nommé études postcoloniales – la plupart du temps associé avec l'anti-impérialisme postmoderne. Un certain nombre d'autres approches est regroupé dans la catégorie de la théorie critique des relations internationales.
Parmi les auteurs associés au postcolonialisme, on retrouve Edward Saïd, Gayatri Spivak ou encore Olivia Umurerwa Rutazibwa. En dehors du postcolonialisme mais toujours dans une visée anti-impérialiste, des auteurs comme Judith Butler et James Der Derian figurent parmi les plus connus.

## Féminisme et anti-impérialisme
Les théories féministes sur les relations internationales se retrouvent souvent au sein de l'anti-impérialisme. Elles peuvent faire le lien entre le sexisme ou le patriarcat et la guerre et l'hégémonie en de nombreuses occasions : par exemple, rapprocher l'idée de masculinité et la dérive vers la guerre ou une théorie sur la manière dont l'être et l'autre sont construits qui mélange des notions occidentales récentes sur l'homme et la femme considérées comme sexistes avec d'autres notions occidentales sur l’État-nation et l'étranger considérées comme racistes et colonialistes. Ou bien encore, la localisation de la cause de l’échec des responsables gouvernementaux quant à la résolution pacifique des conflits, ou à considérer les vues des autres à travers le prisme d'une idéologie qui analyse le caractère socialement construit des « qualités » généralement associées aux femmes, à savoir l'amour, l'empathie et la soumission. Ann Tickner et Cynthia Enloe sont des écrivains connues de ce mouvement.

## Pensées de droite et anti-impérialisme
Il y a une division stricte entre la droite anti-impérialiste dans les pays puissants et celle de la droite des plus faibles. Ceci est relié à l'attachement idéologique de la droite anti-impérialiste à la nation ou au peuple.
Les courants de pensée de « droite » et « anti-impérialistes » qui s'expriment au sein des-dites puissances impérialistes se scindent en deux pôles: le libertarianisme et le paléo-conservatisme. Ce dernier étant représenté par Andrew Bacevich et Pat Buchanan, diffère du premier, représenté par Justin Raimondo et Ron Paul, par son association au conservatisme social. Les deux ont plus d'influence aux États-Unis qu'ailleurs, et tendent à considérer l'impérialisme comme étant contre les intérêts et les traditions de leur patrie, ce qui leur donne une continuité idéologique avec l'isolationnisme.
Le nationalisme de droite et les mouvements fondamentalistes religieux, qui sont une réaction contre l'impérialisme, font partie de cette catégorie. Par exemple, Khomeini a historiquement tiré une grande partie de sa popularité du fait qu'il s'opposait à l'interventionnisme des États-Unis et leur ingérence en Iran et au Moyen-Orient. Il peut donc être considéré comme anti-impérialiste.
En Europe, une partie de l'extrême droite se pose en adversaire de l'impérialisme américain. C'est notamment le cas du courant nationaliste révolutionnaire, de certains néofascistes, des nationaux-anarchistes et des nationaux-bolcheviques, qui prône une troisième voie entre capitalisme et communisme et reprend à son compte une partie de la rhétorique anticapitaliste de la gauche et de l'extrême gauche.

## Terrorisme islamiste et anti-impérialisme
Le djihadisme a fait de la lutte contre l'impérialisme américain et occidental l'un des axes de sa propagande. L'anti-impérialisme est notamment présent dans les discours d'Al-Qaïda et de l'État islamique
.

## Sources bibliographiques
- (en) Richard Koebner et Helmut Dan Schmidt, Imperialism : The Story and Significance of a Political Word, 1840-1960, Cambridge, Cambridge University Press, 2010, 432 p. (ISBN 978-0-521-13482-8).

1. ↑  p. 248.
2. ↑  p. 221.
3. ↑  p. 222.
4. ↑  p. 264.
5. ↑  p. 265.